# Miguel Delgado Galindo
Miguel Delgado Galindo (ur. 22 maja 1963 w Barcelonie) – hiszpański duchowny katolicki, podsekretarz Papieskiej Rady ds. Świeckich w latach 2011-2016.

## Życiorys
15 września 1996 otrzymał święcenia kapłańskie i został inkardynowany do prałatury personalnej Opus Dei.
18 czerwca 2011 został mianowany przez Benedykta XVI podsekretarzem Papieskiej Rady ds. Świeckich.